# Rieden am Forggensee
Rieden am Forggensee là một đô thị ở Ostallgäu bang Bayern thuộc nước Đức.